# Bio-Layer-Interferometrie
Die Bio-Layer-Interferometrie misst die Bindung von Molekülen aneinander anhand der Änderung des Brechungsindexes nach einer Bindung. Sie ist eine markierungslose Methode zur Bestimmung von Protein-Protein-Interaktionen.

## Prinzip
Die Bio-Layer-Interferometrie misst den Brechungsindex vor und nach einer Bindung von Molekülen an Moleküle, die zuvor auf eine Oberfläche beschichtet wurden. Durch die Bindung erhöht sich die Schichtdicke auf der Oberfläche, wodurch sich der Brechungsindex ändert. Die Methode benötigt, wie auch die Oberflächenplasmonenresonanzspektroskopie, vergleichsweise hohe Konzentrationen an zu untersuchenden Molekülen, kann jedoch auch mit ungereinigten Proben durchgeführt werden.